# ガストン・プランテ

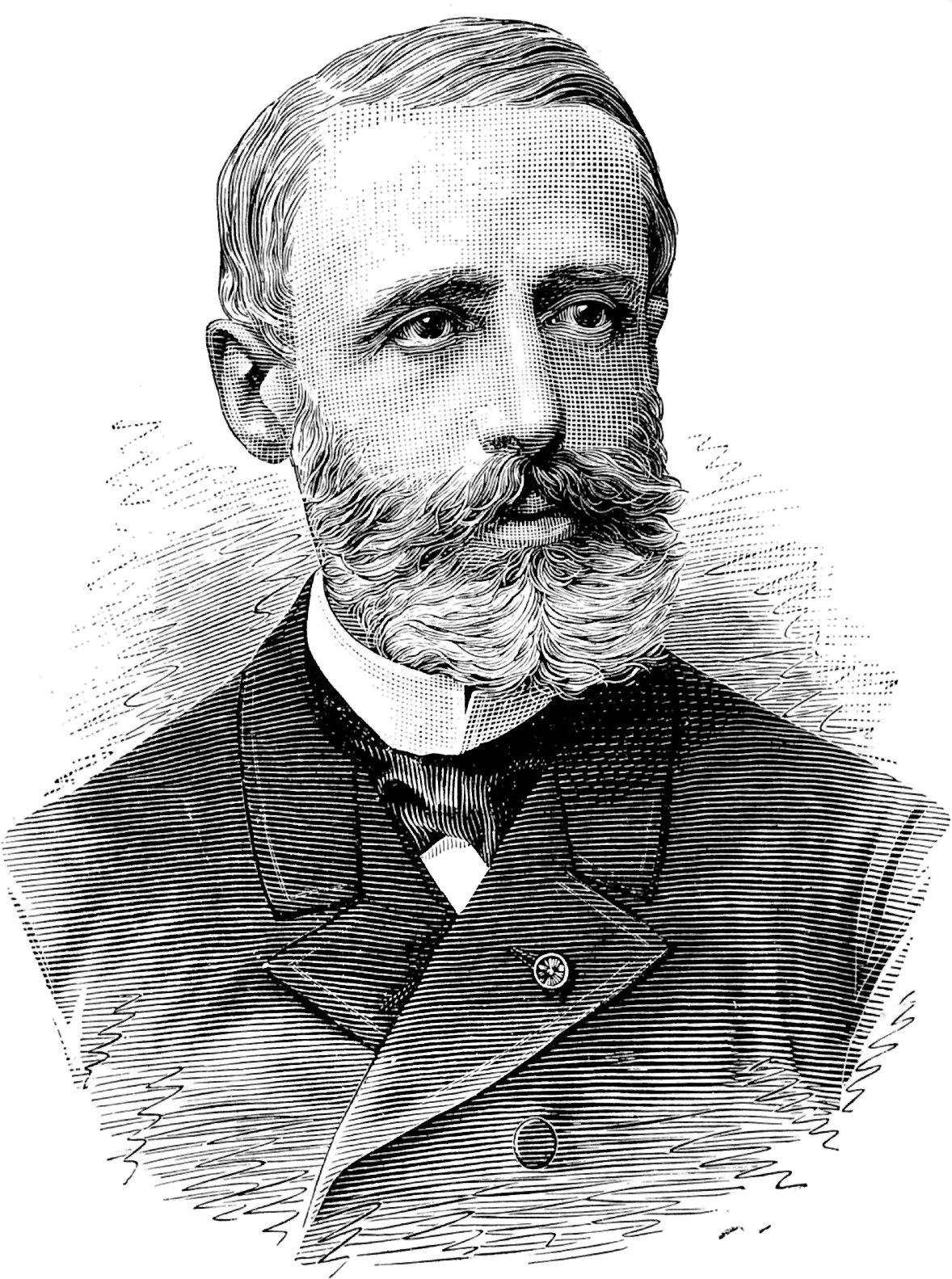
Gaston Planté

ガストン・プランテ（Gaston Planté、1834年4月22日 - 1889年5月21日）はフランスの科学者。1859年に最初の再充電可能な電池である鉛蓄電池を発明した。
オルテーズに生まれた。1854年にフランス国立工芸院の助講師になり、1860年にl'Association Polytechnique pour Développment de l'Instruction populaireの教授となった。
1859年鉛蓄電池を発明した。初期のモデルは布で絶縁した鉛板を巻きつけたものを硫酸の容器に浸したものである。翌年科学アカデミーに9列の蓄電池を公開した。1881年にカミーユ・アルフォンス・フォーレ（w:Camille Alphonse Faure）がさらに改良を加え、鉛蓄電池は初期の電気自動車の動力として成功を収めた。
その他に現在ではマルクス・ジェネレーターと呼ばれる、高電圧パルスを出力する装置のさきがけになる装置を発明した。機械的な接点の切り替えによって、複数のコンデンサの充電して、直列に繋ぐことによって高電圧を発生することに成功した。この装置を使って高電圧をえて空気中の放電の実験を行った。
1855年にドイツのガイゼルタール（de:Geiseltal）で最初の恐鳥類の化石を発見し、Gastornisという名前がプランテのファーストネームから命名された。（→ディアトリマ）
1898年、ブルガリア科学アカデミーは鉛蓄電池の改良に功績のあった科学者に送るガストン・プランテ・メダルを設けた。